# Hôtel Solvay
Hôtel Solvay är ett stort hus i jugendstil ritat av Victor Horta på Avenue Louise 244 i Bryssel. Huset var beställt av Armand Solvay, son till den välbärgade belgiske kemisten och industrialisten Ernest Solvay. För denna välbärgade gynnare kunde Horta spendera en förmögenhet på dyrbara material och påkostade detaljer. Horta ritade varje liten detalj; möbler, mattor, lamphållare, bordsservis.
Till och med dörrklockan ritade han. Han använde dyra material såsom marmor, onyx, brons, regnskogsträ osv. Till dekorationen av trappan samarbetade Horta med den belgiska 
pointillistiske konstnären Théo van Rysselberghe.
Hôtel Solvay och större delen av dess praktfulla innehåll är ännu idag intakt tack vare släkten Wittamer. Släkten förvärvade huset på 1950-talet och gjorde sitt yttersta för att bevara och restaurera detta magnifika bostadshus. Huset är ännu i privat ägo och kan endast besökas efter överenskommelse och under mycket stränga villkor.

## Världsarv
Världsarvskommittén gav Hôtel Solvay världsarvsstatus år 2000 tillsammans med tre andra byggnader i Bryssel, alla ritade av arkitekten Victor Horta.
| ” | De fyra större stadshusen – Hôtel Tassel, Hôtel Solvay, Hôtel van Eetvelde och Maison & Atelier Horta – belägna i Bryssel och ritade av arkitekten Victor Horta, en av de första initiativtagarna till Art Nouveau, är en av de mest anmärkningsvärde banbrytande arkitekturverken i slutet av 1800-talet. Den stilistiska revolutionen representerad av dessa verk kännetecknas av deras öppna plan, ljusets spridning och den briljanta föreningen av kurviga linjedekorationer och själva byggnaden. | „ |